# Nový Tekov
Nový Tekov (allemand : Neubarsch , hongrois : Újbars) est un village de Slovaquie situé dans la région de Nitra.

## Histoire
Première mention écrite du village en 1320.

## Démographie

### Évolution de la population
| Année:               | 1994. | 2004.    | 2014.   | 2024.   |
| -------------------- | ----- | -------- | ------- | ------- |
| Nombre de personnes: | 918   | 822      | 854     | 935     |
| Différence:          |       | -10,45 % | +3,89 % | +9,48 % |

| Année:               | 2023. | 2024.   |
| -------------------- | ----- | ------- |
| Nombre de personnes: | 937   | 935     |
| Différence:          |       | -0,21 % |